# Увда (аеропорт)
Міжнародний аеропорт Увда (івр. נמל התעופה עובדה; (IATA: VDA, ICAO: LLOV)) — військова база і колишній міжнародний аеропорт, розташована за 60 км на північ від найпівденнішого ізраїльського міста Ейлат. Аеропорт Увда побудовано як військовий аеропорт в 1980 році, після того, як держава Ізраїль у рамках Кемп-Девідської угод повернуло Єгипту Синайський півострів, захоплений у єгиптян під час Шестиденної війни, і ВПС Армії оборони Ізраїлю гостро потребували нових військових аеродромів, замість тих що дісталися Єгипту.
Названий «Увда» на честь операції «Увда», останньої військової операції арабо-ізраїльської війни 1948—1949 років, у ході якої армія Ізраїлю встановила контроль над територією сучасних південних районів Ізраїлю і територією Ейлата.

## Історія

### Військова база
Спочатку аеропорт Увда побудовано США як авіабаза для Військово-повітряних сил Ізраїлю на заміну авіабази Еціон на Синайському півострові, однією з трьох авіабаз, які мали перейти до Єгипту в рамках Кемп-Девідських угод.

### Сучасна історія
Аеропорт відкрито в 1981 році, а з 1982 року його оператором стало Управління аеропортів Ізраїлю. У цьому ж році в аеропорту зведено пасажирський термінал, коли аеропорт почав обслуговувати прямі чартерні рейси з Європи.

## Авіалінії та напрямки
Всі рейси з 1 квітня 2019 року перенесено до аеропорту Рамон

## Статистика
| Рік  | Пасажирообіг | Авіатрафік |
| ---- | ------------ | ---------- |
| 2009 | 104,340      | 1,474      |
| 2010 | 124,316      | 1,370      |
| 2011 | 139,353      | 1,466      |
| 2012 | 118,732      | 1,006      |
| 2013 | 121,395      | 1,074      |
| 2014 | 94,585       | 821        |
| 2016 | 128,595      | 1,009      |
| 2017 | 209,515      | 1,631      |

## Ресурси Інтернету
Вікісховище має мультимедійні дані за темою: Увда (аеропорт)
- Офіційний сайт